# Mindent a szépségért
A Mindent a szépségért (eredeti címén: Beautiful) egy 2000-ben bemutatott amerikai vígjáték és filmdráma Sally Field rendezésében. A forgatókönyvet készítette Jon Bernstein. A produkció főszerepében Minnie Driver és Hallie Eisenberg. A film premierjét 2000. szeptember 11-én mutatták be a Torontói Nemzetközi Filmfesztiválon. Az Egyesült Államokban 2000. szeptember 29-től vetítették a mozikban. Magyarországon DVD-n jelent meg 2007. szeptember 18-án.

## Cselekmény
Mona Hibbard egy problémás családból származó fiatal nő, akinek egyetlen célja, hogy győzzön a Miss American Miss szépségversenyen (MAM). Édesanyja alkoholista, aki később anyagilag sem hajlandó támogatni Mona versenyeit. Mona barátságot köt Ruby Stilwell-lel és annak nagymamájával, akik a szárnyuk alá veszik. 
Mona sikeres lesz a versenyeken, de egy nap rájön, hogy várandós lett a barátjától. Mivel a gyermeket vállaló nők nem pályázhatnak a MAM koronára, Ruby beleegyezik, hogy a kislányt, Vanessát, saját lányaként nevelje fel. Mona elszántan és ridegen építi szépségkirálynői karrierjét, nem riadva vissza a csalástól. A Mona által szabotált versenyző, Joyce, bosszút esküszik, és Mona körül kezd szaglászni. Mona ballépéseit Rubyra zúdítja, lányát pedig teljesen figyelmen kívül hagyja. Mona ezen az áron, de megnyeri a Miss Illinois szépségversenyt. Amikor Mona elmegy, hogy beszámoljon sikeréről az anyjának, csak elutasítást kap, egyedül Vanessa védi meg őt. 
Ruby bajba kerül, amikor a kórházban az egyik páciense meghal. A beteg összegyűjtötte a tablettákat, hogy egyszerre vegye be mindet, Rubyt pedig gyilkosság vádjával letartóztatják. Mona kénytelen Vanessáról gondoskodni, és elviszi magával a hotelba, ahol a döntőbe jutottak vannak elszállásolva. Ahogy Mona és Vanessa közelebb kerülnek egymáshoz, Vanessa megtudja, hogy Mona az édesanyja. Azonban Joyce-nak is a tudomására jut az információ, és elhatározza, hogy a döntőben tönkre teszi Monát.
Mona azonban váratlanul bejelenti a döntőn, hogy legnagyobb értékének azt találja, hogy anya lehet, és lesétál a színpadról a lányával. A szavazást azonban mégis ő nyeri, mikor a versenyt néző édesanyák szimpatizálnak Monával. A zsűri megváltoztatja a szabályokat, és így Mona lesz a Miss American Miss szépségkirálynő.

## Szereplők
| Szerep                     | Színész            | Magyar hang        |
| -------------------------- | ------------------ | ------------------ |
| Mona Hibbard               | Minnie Driver      | Gubás Gabi         |
| Ruby                       | Joey Lauren Adams  | Nemes Takách Kata  |
| Vanessa                    | Hallie Eisenberg   | Bánlaki Kelly      |
| Verna Chickle              | Kathleen Turner    | Menszátor Magdolna |
| Joyce Parkins              | Leslie Stefanson   | Németh Borbála     |
| Lorna Larkin, Miss Texas   | Bridgette Wilson   | n.a                |
| Wanda Love, Miss Tennessee | Kathleen Robertson | n.a                |
| Lance DeSalvo              | Michael McKean     | n.a                |
| Miss Amerika házigazda     | Gary Collins       | n.a                |
| Nedra Hibbard              | Linda Hart         | Andresz Kati       |
| Lurdy                      | Brent Briscoe      | Háda János         |
| Mona 12 évesen             | Colleen Rennison   | n.a                |
| Ruby 12 évesen             | Jacqueline Steiger | n.a                |
| Alberta                    | Sylvia Short       | n.a                |
| Clara                      | Herta Ware         | n.a                |
| Belindy Lindbrook          | Ali Landry         | n.a                |

További magyar hangok: Csifó Dorina, Gulás Fanni, Huszárik Kata, Imre István, Izsóf Vilmos, Juhász György, Kassai Ilona, Laczkovich Géza, Mednyánszky Ági, Némedi Mari, Orosz István, Pálfi Kata, Szalai Imre, Tarján Péter, Urbán Andrea, Várnai Szilárd

## Fogadtatása
A film átfogóan kedvezőtlen kritikákat kapott. A Rotten Tomatoeson 16%-os minősítést ért el 64 értékelés alapján, az összefoglaló szerint: „Sally Field rendezői debütálása következetlen hangvételtől, hiteltelen forgatókönyvtől és egy olyan főszereplőtől szenved, aki a kritikusok szerint az egyik legutálatosabb, akivel hosszú ideje találkozhattunk.” Ted Shen a Chicago Readertől azt írta: „Sally Field rendezése amatőr, bár Driverből és Eisenbergből szemérmetlenül megnyerő alakítást sikerül kihoznia.” Emanuel Levy a Varietytől azt írta: „Lapos, szellemtelen és nyálas (ami nagyon rossz kombináció), Sally Field kínos rendezői debütálása az amerikai társadalomnak a külsőségek iránti megszállottságáról akar mondani valamit, ami a "belső szépség" és az erkölcsi integritás rovására megy.” Stephen Hunter a Washington Posttól azt írta: „Sikerült tökéletesen összehalmozni az össze nem illő hangokat, a puszta groteszket, a majdnem hősszerű abszurditást és az önfeledt bolondságot.”
A MetaCritic 23 pontot adott a 100-ból 28 vélemény alapján. Lou Lumenick a New York Posttól azt írta: „Ritkán fordul elő, hogy egy filmet ennyire sok szempontból ennyire alaposan el lehet rontani.” Kevin Thomas a Los Angeles Timestól azt írta: „A film bölcs és együttérző véleménye szerint sok korlátozott lehetőségekkel rendelkező fiatal nő számára a szépségverseny megnyerése jelenti a legnagyobb reményt.”
A Box Office Mojo szerint 14 millió dolláros költségvetésből készült a film, amire 3 millió dolláros bevétel érkezett, a film így veszteséges lett.

## Fontosabb díjak és jelölések
- Young Artist Award: legjobb fiatal színész játékfilmben – Hallie Eisenberg (jelölés)